# Associazione Sportiva Gubbio 1910
Maillots
Actualités
L’Associazione Sportiva Gubbio 1910 est un club de football de la ville de Gubbio, situé dans la province de Pérouse, en Ombrie.
Le club évolue pour la saison 2024-2025 en Serie C (D3).

## Le Club
President  Sauro Notari
Entraineur  Vicenzo Torrente
Siege Via Paruccini,34 06024 Gubbio (PG)
Stade Pietro Barbetti (4.939)

## Historique
Le club a été fondé en 1910. Il a participé à la Serie B après-guerre.
Après une incursion en SERIE B Italienne durant la saison 2011-2012, l'AS GUBBIO CALCIO a été rétrogradé en LEGA PRO.
L'AS GUBBIO CALCIO  a été ensuite rétrogradé en serie amateur, division qu'elle quittera en fin de saison pour remonter directement en LEGA PRO.